# Gaby Dohm

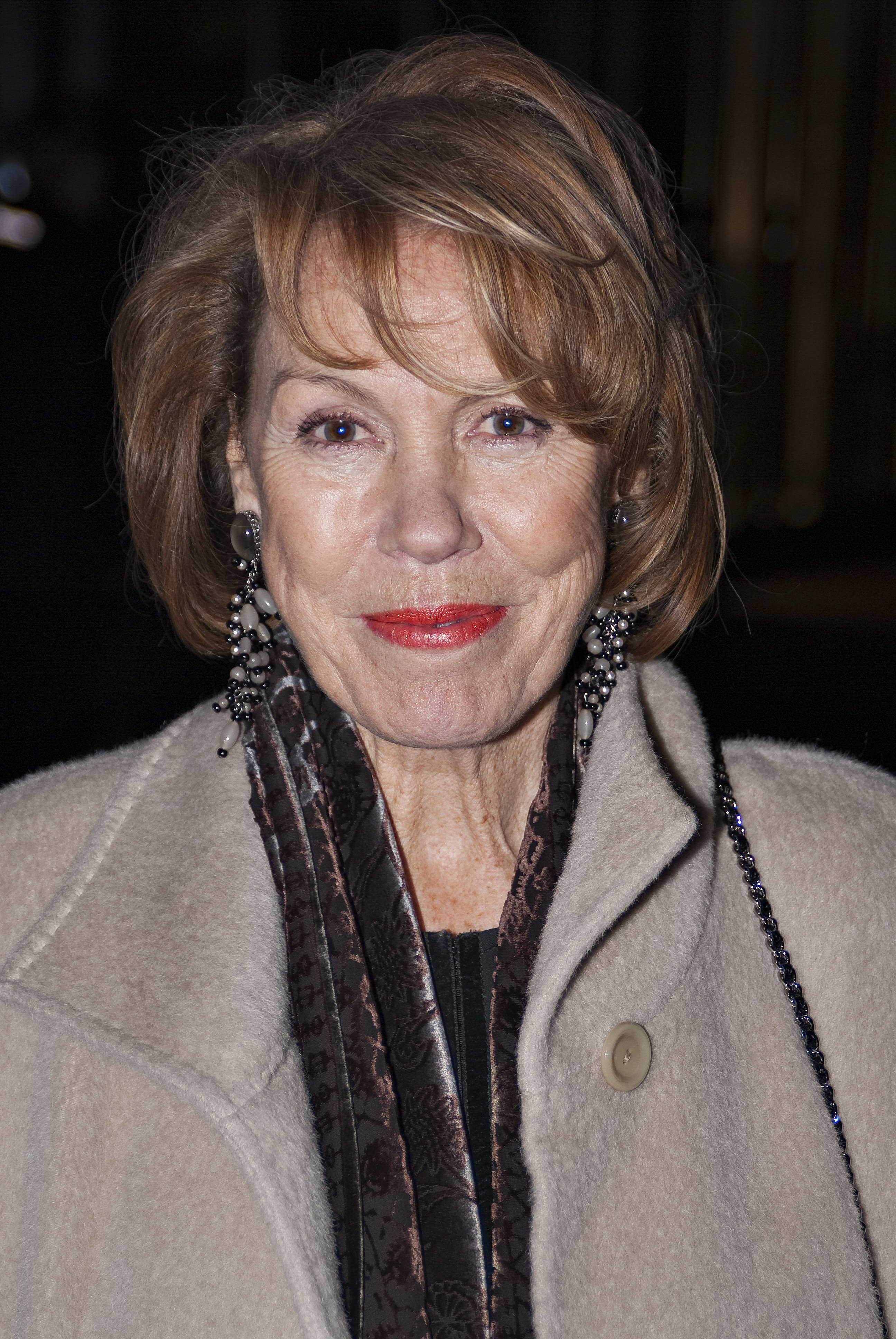
Gaby Dohm auf der Berlinale 2009

Gaby Dohm (* 23. September 1943 als Gabriela Helena Anna Dohm in Salzburg) ist eine deutsch-österreichische Schauspielerin.

## Leben

### Herkunft und Ausbildung
Gabriela „Gaby“ Dohm ist die Tochter der Schauspieler Heli Finkenzeller und Will Dohm. Ihre Schulausbildung erhielt sie auf der Schule der Herz-Jesu-Schwestern in Berlin. Zunächst wollte Gaby Dohm Illustratorin von Kinderbüchern werden; dieser Traum scheiterte aber an den strengen Aufnahmebestimmungen der Berliner Akademie, für die sie noch zu jung war. Die Berliner Schauspiellehrerin Else Bongers erkannte jedoch Dohms Bühnentalent, bildete sie aus und förderte sie.

### Theater
Ihre ersten Auftritte hatte Gaby Dohm am Düsseldorfer Schauspielhaus, der Durchbruch gelang ihr jedoch am Münchner Residenztheater, dem sie von 1966 bis Mitte der 1980er Jahre angehörte. Sie besetzte fast das gesamte Repertoire der klassischen und modernen Bühnenrollen. In der Zusammenarbeit mit dem Regisseur Ingmar Bergman bekam sie besonders gute Kritiken für die Rolle in Yvonne, Prinzessin von Burgund sowie 1982 den Münchener Publikumspreis als beste Schauspielerin für die Darstellung in Szenen einer Ehe.

### Film und Fernsehen
Neben dem Theater arbeitete Dohm auch immer wieder für Film und Fernsehen. Ihr Debüt vor der Kamera gab sie 1964 unter Thomas Engel als Mathilde in Meine Nichte Susanne. 1971 spielte sie die weibliche Hauptrolle der Lene in dem Film Ein Fall für Herrn Schmidt von Falk Harnack.
Bekannt wurde Gaby Dohm durch die ab 1984 ausgestrahlte ARD-Fernsehserie Die Wiesingers und insbesondere ab 1985 als Schwester Christa in der ZDF-Serie Die Schwarzwaldklinik mit Klausjürgen Wussow, einem Publikumsmagneten, der ihr ungeahnte Popularität bescherte.
In den 1990er Jahren war sie sechsmal in der Hauptrolle als Nürnberger Polizeipsychologin Dr. Silvia Jansen im Polizeiruf 110 zu sehen. Außerdem verkörperte Dohm 1993 die Rolle der verwitweten Gräfin Verena Schönwald in der ZDF-Serie Donauprinzessin.
Dohm spielte Gastrollen in mehreren Krimiserien wie Der Alte, Derrick, Ein Fall für Zwei und Siska. Sie spielte auch in anderen Serienformaten. Mehrfach war sie in der ZDF-Serie Das Traumschiff zu sehen. 2011 sprang sie kurzfristig für die kurze Zeit später verstorbene Schauspielerin Rosel Zech in der ARD-Fernsehserie Um Himmels Willen ein. Sie übernahm die Rolle der Nonne und Mutter Oberin Louise von Beilheim, die zunächst nur für einige Folgen vorgesehen war. Auf eigenen Wunsch verließ sie die Serie im Februar 2015.
Insgesamt spielte Dohm in über 50 Fernsehproduktionen mit, darunter auch in bayerisch-österreichischen Mundartstücken.

### Privates
Mit ihrem früheren Mann Adalbert Plica, mit dem sie von 1974 bis 2013 verheiratet war, hat Gaby Dohm einen Sohn. Außerdem hat sie drei Enkel. Seit 1994 ist sie mit dem Regisseur Peter Deutsch liiert und lebt mit ihm gemeinsam in München.

## Filmografie (Auswahl)

### Kino
- 1965: Die fromme Helene
- 1974: Als Mutter streikte
- 1977: Das Schlangenei
- 1982: Doktor Faustus
- 1999: Late Show
- 2003: Rosenstraße

### Fernsehen
- 1964: Meine Nichte Susanne
- 1968: Das Veilchen
- 1971: Ein Fall für Herrn Schmidt
- 1972: Der Kommissar (Fernsehserie, Folge Der Tennisplatz)
- 1972: Butler Parker (Fernsehserie, 7 Folgen)
- 1973: Der Komödienstadel: Die drei Eisbären (Fernsehreihe)
- 1974: Unter Ausschluß der Öffentlichkeit: Revolte im Sonnenhof (Fernsehreihe)
- 1975: Der Wittiber
- 1975: Derrick (Fernsehserie, Folge Zeichen der Gewalt)
- 1977: Derrick (Fernsehserie, Folge Tote im Wald)
- 1980: Aus dem Leben der Marionetten
- 1983: Meister Eder und sein Pumuckl (Fernsehserie, Folge Pumuckl im Zoo)
- 1984: Die Wiesingers (Fernsehserie, 20 Folgen)
- 1984: Derrick (Fernsehserie, Folge Ende einer Sehnsucht)
- 1985–1989: Die Schwarzwaldklinik (Fernsehserie, 70 Folgen)
- 1986: Das Traumschiff: Bali (Fernsehreihe)
- 1990: Derrick (Fernsehserie, Folge Tossners Ende)
- 1991: Eurocops (Fernsehserie, Folge Zocker)
- 1991–2020: Der Alte (Fernsehserie, verschiedene Rollen, 4 Folgen)
- 1992: Die Zwillingsschwestern aus Tirol
- 1993: Donauprinzessin (Fernsehserie, 12 Folgen)
- 1994: Ihre Exzellenz, die Botschafterin (Fernsehserie, 14 Folgen)
- 1995: Tödliche Wahl (Fernsehdreiteiler)
- 1996: Ein Fall für zwei (Fernsehserie, Folge Auf Sand gebaut)
- 1996: Derrick (Fernsehserie, Folge Der Verteidiger)
- 1996: Rosamunde Pilcher: Eine besondere Liebe (Fernsehreihe)
- 1997–2000: Polizeiruf 110 (Fernsehreihe) als Dr. Silvia Jansen
  - 1997: Im Netz der Spinne
  - 1997: Feuer!
  - 1998: Spurlos verschwunden
  - 1998: Tod und Teufel
  - 1999: Kopfgeldjäger
  - 2000: Verzeih mir
- 1998: Der kleine Dachschaden
- 1998: Das Traumschiff: Galapagos und Jamaica
- 1999, 2002: Siska (Fernsehserie, verschiedene Rollen, 2 Folgen)
- 2000: Der Paradiesvogel
- 2001: 1000 Meilen für die Liebe
- 2002: Herzen in Fesseln
- 2003: Klinik unter Palmen: Gefährliches Spiel (Fernsehreihe)
- 2003: Klinik unter Palmen: Letzte Liebe
- 2003: Die Eltern der Braut
- 2004: Ein starkes Team: Der Verdacht (Fernsehreihe)
- 2004: Männer im gefährlichen Alter
- 2004: Der Boxer und die Friseuse
- 2004: Erbin mit Herz
- 2005: Die Schwarzwaldklinik – Die nächste Generation
- 2005: Heiraten macht mich nervös
- 2005: Das Traumschiff: Oman
- 2005–2007: Vier Frauen und ein Todesfall (Fernsehserie, 11 Folgen)
- 2005–2007: Drei teuflisch starke Frauen (Fernsehreihe)
  - 2005: Drei teuflisch starke Frauen
  - 2007: Eine für alle
  - 2007: Die Zerreißprobe
- 2006: Die Sturmflut
- 2007: Was heißt hier Oma!
- 2007: Hilfe, die Familie kommt!
- 2007: Pfarrer Braun: Braun unter Verdacht (Fernsehreihe)
- 2007: Die großen und kleinen Wünsche: David gegen Goliath
- 2007: Die großen und kleinen Wünsche: Amors Pfeil
- 2007: Die Rosenkönigin
- 2008: Das Traumhotel – China (Fernsehreihe)
- 2008: Zwei Herzen und ein Edelweiß
- 2008: Die Akte Göttmann (Film zur Fernsehserie SOKO 5113/SOKO München)
- 2009: Für immer Venedig
- 2009: Kein Geist für alle Fälle
- 2009: Rosamunde Pilcher: Entscheidung des Herzens
- 2009: Inga Lindström – Mia und ihre Schwestern (Fernsehreihe)
- 2010: Urlaub mit kleinen Folgen
- 2010: Die Liebe kommt mit dem Christkind
- 2010: Das Traumschiff: Indian Summer
- 2011: Dora Heldt: Tante Inge haut ab (Fernsehreihe)
- 2011: Hopfensommer
- 2011: Utta Danella – Liebe mit Lachfalten (Fernsehreihe)
- 2011: Das Traumschiff: New York, Savannah und Salvador da Bahia
- 2012: Die Schuld der Erben
- 2012: Kreuzfahrt ins Glück: Hochzeitsreise nach Jersey (Fernsehreihe)
- 2012–2015: Um Himmels Willen (Fernsehserie, 47 Folgen)
- 2012: Um Himmels Willen – Mission unmöglich (Film zur Fernsehserie Um Himmels Willen)
- 2013: Wer liebt, lässt los
- 2014: Die Garmisch-Cops (Fernsehserie, 2 Folgen)
- 2014: Alle unter eine Tanne
- 2014: Rosamunde Pilcher: Besetzte Herzen
- 2015: Utta Danella – Lisa schwimmt sich frei
- 2015: Helen Dorn: Der Pakt (Fernsehreihe)
- 2015: Kubanisch für Fortgeschrittene
- 2016: Marie räumt auf
- 2016: Rosamunde Pilcher: Erdbeeren im Frühling
- 2017: Fluss des Lebens: Geboren am Ganges (Fernsehreihe)
- 2017: Der gute Bulle (Fernsehreihe)
- 2018: Inga Lindström: Entscheidung für die Liebe
- 2018: Die Chefin (Fernsehserie, Folge Guter Bulle, böser Bulle)
- 2018: Schneeweißchen und Rosenrot (Fernsehreihe)
- 2018, 2020: Der Staatsanwalt (Fernsehserie, verschiedene Rollen, 2 Folgen)
- 2019: Das Traumschiff: Sambia
- 2020: Der Alte: Unvergessen (Fernsehserie)
- 2021: Das Kindermädchen: Mission Kanada (Fernsehreihe)
- 2021: Tanze Tango mit mir
- 2022: Das Traumschiff: Coco Island

## Auszeichnungen
- 1985: Goldene Kamera zusammen mit Klausjürgen Wussow als „beliebtestes Serienpaar“ (2. Platz)
- 1985: Italienischer Fernsehpreis für Die Schwarzwaldklinik
- 2005: Goldene Romy als „beliebtester weiblicher Serienstar“
- 2019: Bambi in der Kategorie „Ehrenpreis“
- 2022: Bayerischer Verdienstorden[8]